# Синтагма (лінгвістика)
Синта́гма (грец. Συντάγματος, буквально — «разом побудоване, з'єднане») — інтонаційно-смислова єдність, мінімальна інтонаційна одиниця мовлення, що виражає у певному контексті одне поняття і може складатися із одного слова, словосполучення і цілого речення.

## Загальні відомості
Будучи мінімальною інтонаційною одиницею, в якій реалізуються інтонаційні конструкції мови, структурно синтагма поділяється на ритмічні групи, що об'єднуються словесним наголосом.
Синтагма виникає в результаті природного членування мови. Вона складається зі слів (іноді одного слова), але не збігається і не дорівнює в синтаксичному аспекті словосполученню.
Синтагма є вільною, випадковою асоціацією, що і відрізняє її від складного слова з чітко визначеним усталеним значенням, закріпленим у словнику.
Основний спосіб поділу речення на синтагми — пауза.
Неможливість існування пауз в середині синтагми забезпечує її цілісність і визначає акцентну структуру, що надає кожному слову синтагми той чи інший рівень наголошуваності.
Одне із слів синтагми (зазвичай останнє) характеризується найсильнішим наголосом, так званим «синтагматичним наголосом». Проте, логічний наголос може виділити будь-яке слово синтагми, на якому потрібно зробити акцент.
Виділення синтагм залежить від сприйняття читача, від його відчуттів, розуміння тексту і загального рівня знань. При цьому далеко не завжди синтагматичне членування тексту читачем збігається із синтагматичним членуванням тексту його автора.

## Складові частини синтагми
Синтагма складається із ядра і залежних елементів.
Ядро синтагми є її центральним елементом. Теоретично, синтагма може існувати лише як ядерна структура, «включаючи від нуля до кількох залежних елементів».
Ядро синтагми завжди передає її категорію та функцію. Наприклад, у синтагмі «розірвана шовкова сорочка», слово «сорочка» — ядро синтагми, що позначає її номінальну природу і функцію.
Існують випадки, коли синтагма представлена двома або більше ядрами, що позначають одну і ту саму функцію та категорію синтагми. Такі ядра називають паралельними. Наприклад, у синтагмі «його неймовірні зачіска та одяг», слова «зачіска» та «одяг» — паралельні ядра.
Синтагма також містить залежні компоненти (або додатки, другорядні елементи), що повністю залежать від її ядерної структури. Наприклад, у синтагмі «який чудовий спектакль» слово «спектакль» — ядро, а прикметник «чудовий» і займенник «який» складають її периферію.

## Види синтагм
Відповідно до визначення приналежності ядра синтагми до певної частини мови, синтагми поділяються на:
1. Іменникові: Білий сусідський пес / гавкав цілу ніч. Синтагма «білий сусідський пес» є іменниковою, оскільки її ядром є іменник «пес».
2. Займенникові: Гості веселилися на святі,/ він також. Синтагма «він також» є займенниковою, оскільки її ядром є займенник «він».
3. Прикметникові: Це був твір,/ досконалий у всіх відношеннях. Синтагма «досконалий у всіх відношеннях» є прикметниковою, оскільки її ядром є прикметник «досконалий».
4. Прислівникові: Згідно з законом,/ ми повинні покинути це приміщення. Синтагма «згідно з законом» є прислівниковою, адже її ядром є прислівник «згідно».
5. Дієслівні: Я просто знесилений, падаю від втоми. Синтагма «падаю від втоми» є дієслівною, адже її ядром є дієслово «падаю».

## Синтагма і словосполучення
Синтагма оперує поняттями, що виникають лише у процесі мовлення. У мові немає зафіксованих синтагм. Якщо синтагма фіксується у системі мови, то вона стає засобом номінації, переходить на рівень мови і набуває нової якості, стаючи словосполученням.
Таким чином, синтагми, на відміну від словосполучень, позначають в мові змінні, варіативні поняття, що є результатом індивідуальної мовленнєво-розумової діяльності. Семантичний зміст синтагми може змінюватися залежно від того, що автор хоче підкреслити, на чому зробити акцент. Значення синтагми, з одного боку, є ситуативним, а з іншого — конкретним, оскільки воно наповнюється конкретним смисловим змістом лише в контексті мови.

## Синтагма у дослідженнях І.О.Бодуена де Куртене
Термін «синтагма» був використаний Іваном Олександровичем Бодуеном де Куртене для позначення слова в мові. Дослідник протиставляв синтагму-слово, окремо взятій лексемі, тобто ізольованому слову в системі мови.
У цьому виразилося підсвідоме прагнення І. Бодуена де Куртене провести розмежування між мовою і мовленням, а також між одиницями, якими оперують на цих двох рівнях. Проте у такому розумінні термін «синтагма» не закріпився у лінгвістиці і був переосмислений у роботах Л. Щерби.

## Синтагма у дослідженнях Л. Щерби
Вперше питання про синтагму і синтагматичне членування мови розглянув у своїх працях академік Лев Володимирович Щерба, який вважав, що подібне членування може послужити вирішенням багатьох дискусійних питань синтаксису, зокрема і питань про словосполучення, інтонаційне групування та члени речення.
Л. Щерба визначив синтагму як фонетичну єдність, що виражає одне смислове ціле у процесі мовлення. Синтагма виділяється у висловлюваннях зв'язного мовлення, вичленовується із них і разом з тим — утворює їх. Так, з одного боку, вона бере участь у породженні мовлення, а з іншого — є його одиницею.
Відводячи синтагмі ключову позицію серед інших одиниць мовлення, Л. Щерба також визнає, що вона є і однією із основних одиниць комунікації. Будь-яке висловлювання чи текст можна розділити на відрізки, що виражають єдині, хоча часом і складні поняття. Такі відрізки, що виникають у результаті членування природного мовного повідомлення і позначають поняття реального світу в конкретній ситуації, Л. Щерба власне і назвав синтагмами.
Також дослідник стверджує, що синтагма — не національне явище і не унікальна властивість якоїсь однієї мови, а тому і синтагматичне членування можливе у всіх мовах без винятку.

## Синтагма у дослідження Ф. де Соссюра
Особливе бачення терміна «синтагма» запропонував Фердинанд де Соссюр. На його думку, синтагма — це двочленна структура, елементи якої співвідносяться як «означальний» та «означаючий». Такими елементами можуть бути:
- морфеми у похідному слові. Наприклад, у слові «дівчинка»: дівчин — визначальний елемент, а -ка — елемент, що визначає. Загальне значення синтагми — «маленька дівчина». Таку синтагму називають «внутрішньою», оскільки обидва елементи знаходяться у одному слові;
- частини складного слова, де одна частина визначає іншу. Наприклад, у слові «водопровід» загальне значення внутрішньої синтагми — «той, що проводить воду»;
- компоненти підрядних словосполучень. Наприклад, «небесна блакить», «говориш пошепки». Такі синтагми називають «зовнішніми», оскільки вони складають синтаксичну єдність;
- відокремлені члени речень. Наприклад, «книга, покладена на стіл»;

## Синтагматичне членування
Членування мовного потоку є виявом членування думки на окремі, в певний спосіб пов'язані між собою смислові комплекси, тобто синтагми. Основою синтагматичного членування слід вважати завершеність поняття, що виражається синтагмою, і його здатність відображати реальну дійсність. Синтагма виділяється як в усній, так і в писемній мові. Синтагматичне членування висловлювання властиве будь-якому стилю: художньому, науковому, розмовному чи публіцистичному.